# Helmut Müller-Enbergs
 (juin 2023).
La mise en forme du texte ne suit pas les recommandations de Wikipédia : il faut le « wikifier ».
Les points d'amélioration suivants sont les cas les plus fréquents. Le détail des points à revoir est peut-être précisé sur la page de discussion.
- Les titres sont pré-formatés par le logiciel. Ils ne sont ni en capitales, ni en gras.
- Le texte ne doit pas être écrit en capitales (les noms de famille non plus), ni en gras, ni en italique, ni en « petit »…
- Le gras n'est utilisé que pour surligner le titre de l'article dans l'introduction, une seule fois.
- L'italique est rarement utilisé : mots en langue étrangère, titres d'œuvres, noms de bateaux, etc.
- Les citations ne sont pas en italique mais en corps de texte normal. Elles sont entourées par des guillemets français : « et ».
- Les listes à puces sont à éviter, des paragraphes rédigés étant largement préférés. Les tableaux sont à réserver à la présentation de données structurées (résultats, etc.).
- Les appels de note de bas de page (petits chiffres en exposant, introduits par l'outil «  Source ») sont à placer entre la fin de phrase et le point final[comme ça].
- Les liens internes (vers d'autres articles de Wikipédia) sont à choisir avec parcimonie. Créez des liens vers des articles approfondissant le sujet. Les termes génériques sans rapport avec le sujet sont à éviter, ainsi que les répétitions de liens vers un même terme.
- Les liens externes sont à placer uniquement dans une section « Liens externes », à la fin de l'article. Ces liens sont à choisir avec parcimonie suivant les règles définies. Si un lien sert de source à l'article, son insertion dans le texte est à faire par les notes de bas de page.
- La présentation des références doit suivre les conventions bibliographiques. Il est recommandé d'utiliser les modèles {{Ouvrage}}, {{Chapitre}}, {{Article}}, {{Lien web}} et/ou {{Bibliographie}}. Le mode d'édition visuel peut mettre en forme automatiquement les références.
- Insérer une infobox (cadre d'informations à droite) n'est pas obligatoire pour parachever la mise en page.

Pour une aide détaillée, merci de consulter Aide:Wikification.
Si vous pensez que ces points ont été résolus, vous pouvez retirer ce bandeau et améliorer la mise en forme d'un autre article.
Helmut Müller-Enbergs (né en 1960 à Haltern) est un politologue allemand et chef du contre-espionnage, de 2015 à 2021, à l'Office de la protection de la Constitution de Berlin (de).

## Biographie
Müller-Enbergs étudie à l'école secondaire de Lembeck et est diplômé de l'école Notre-Dame de Coesfeld (de) en 1978. Il est d'abord ouvrier qualifié en chimie. Après avoir obtenu son diplôme général d'entrée au collège d'Overberg (de) en 1985, il étudie les sciences politiques, d'abord à l'Université westphalienne Guillaume de Münster, puis à l'Institut Otto-Suhr de l'Université libre de Berlin (FU). De 1986 à 1989, il est assistant étudiant, après avoir obtenu son diplôme en 1989, il est assistant de recherche à l'Institut central de recherche en sciences sociales de l'Université libre de Berlin et, de 1990 à 1992, il est porte-parole du groupe parlementaire Alliance 90 au parlement de l'État de Brandebourg et là-bas en tant qu'assistant de recherche au sein de la commission d'enquête de Stolpe.
À partir de 1992, il est consultant scientifique auprès du commissaire fédéral aux archives de la Stasi. Ses principaux domaines de recherche sont la recherche du renseignement, les employés non officiels (IM), la principale administration de reconnaissance (HV A) du ministère de la Sécurité d'État (MfS), de l'espionnage et du renseignement  psychologie. De 2003 jusqu'à sa dissolution en 2005, Müller-Enbergs dirige le groupe de recherche Rosenholz (de). En 2004, il dirige le service des relations publiques de l'Office de la protection de la Constitution de Brandebourg (de).
En 2007, il obtient son doctorat à l'Université de technologie de Chemnitz sous la direction d'Eckhard Jesse (de). En 2007/08, Müller-Enbergs est chercheur invité à l'Université du Michigan (États-Unis). En 2008/09, il est professeur invité à la Faculté des sciences humaines de l'Université du Danemark du Sud à Odense et y est professeur honoraire depuis 2010 . En 2011/12, il est professeur invité à la faculté d'histoire de l'Université de Gotland (de) à Visby (Suède). Depuis 2012, il y est également professeur honoraire,. De 2015 à 2021 il est chef du contre-espionnage à l'Office de la protection de la Constitution de Berlin (de). De 1992 à 2019, Müller-Enbergs est - en congé temporaire - assistant de recherche du commissaire fédéral aux archives de la Stasi,.
Müller-Enbergs est marié et a deux fils avec sa femme Cornelia "Conny" Enbergs.

## Publications
En 1996, Müller-Enbergs est co-auteur de l'expertise des autorités sur Gregor Gysi pour la commission de l'immunité (de) du Bundestag. Sa publication avec Cornelia Jabs dans les Deutschland Archiv (de) révèle le policier de Berlin-Ouest Karl-Heinz Kurras en tant que membre du SED et Stasi IM "Otto Bohl". Bien que le chef du département de recherche de l'autorité des archives de la Stasi ait approuvé l'essai pour l'impression par écrit, les autorités l'avertissent alors. Müller-Enbergs poursuit avec succès pour faire retirer cet avertissement de son dossier personnel. En 2014, il écrit un rapport sur Anetta Kahane dans son travail en tant que Stasi IM "Victoria".

## Adhésions
Depuis 2010, Müller-Enbergs est membre élu de la commission d'examen des membres du parlement de l'État de Brandebourg pour la coopération avec le MfS et de la commission d'enquête "Examen de l'histoire et des conséquences de la dictature du SED" (de) et de la transition vers un État constitutionnel démocratique dans l'État de Brandebourg.

## Travaux
Cette bibliographie recense trop d'ouvrages (juin 2023). Les ouvrages doivent être de « référence » dans le domaine du sujet de l'article. Il peut être souhaitable de les insérer dans une référence et de les enlever de la section « bibliographie ». Il peut être également utile de créer un article bibliographique spécifique.
- Der Fall Rudolf Herrnstadt. Tauwetterpolitik vor dem 17. Juni. Ch. Links Verlag, Berlin 1991.
- Von der Illegalität ins Parlament. Werdegang und Konzepte der neuen Bürgerbewegungen. (Hrsg. mit Marianne Schulz und Jan Wielgohs), Berlin 1992  (ISBN 978-3-86153-037-4).
- Bündnis 90. Entstehung – Entwicklung – Perspektiven. Berlin 1992 (Mithrsg.).
- Was will die Bürgerbewegung? Augsburg 1993 (Hrsg.).
- Das Fanal. Das Opfer des Pfarrers Brüsewitz und die evangelische Kirche (zus. mit Heike Schmoll und Wolfgang Stock). Frankfurt/Main 1993 (2. Aufl. Münster 1999).
- Wer war wer in der DDR? Ein biographisches Lexikon. (Hrsg. mit Dieter Hoffmann und Jan Wielgohs) Ch. Links Verlag, Berlin 2000/2007/2010, Online-Version.
- Wer war wer in der DDR? 2146 Biographien zur DDR-Geschichte. Ein elektronisches Lexikon unter Windows. (Hrsg. mit Bernd-Rainer Barth, Christoph Links und Jan Wielgohs), 1995.
- Inoffizielle Mitarbeiter des Ministeriums für Staatssicherheit. Teil 1: Richtlinien und Durchführungsbestimmungen. (Hrsg.) Ch. Links Verlag, Berlin 1996,  (ISBN 978-3-86153145-6).
- Fondation Konrad-Adenauer 1996: Brigitte Kaff, Gerhard Finn, Frank Hagemann (de), Peter Maser (de), Helmut Müller-Enbergs, Günther Wagenlehner (de), Hermann Wentker (de): Die „instrumentalisierte politische Säuberung“ in der Sowjetischen Besatzungszone (PDF; 330 kB).
- Inoffizielle Mitarbeiter des Ministeriums für Staatssicherheit. Teil 2: Anleitung für die Arbeit mit Agenten, Kundschaftern und Spionen in der Bundesrepublik Deutschland. (Hrsg.) Ch. Links Verlag, Berlin 1998.
- Das Gesicht dem Westen zu … DDR-Spionage gegen die Bundesrepublik Deutschland. Bremen 2003 (Hrsg. gem. mit Georg Herbstritt (de)) (3. Aufl. 2006).
- Rechts und links der Demokratie. Extremisten zur Landtagswahl 2004 (zus. mit Jonas Grutzpalk), Landesamt für Verfassungsschutz, Potsdam 2004.
- Die Nachrichtendienstschule. Der I. Kursus der Schule des Instituts für wirtschaftswissenschaftliche Forschung (IWF). (= Hefte zur DDR-Geschichte, Hrsg. vom Verein Helle Panke). Berlin 2006.
- Geheimhaltung und Transparenz. Demokratische Kontrolle der Geheimdienste im internationalen Vergleich. Münster 2006 (zus. Hrsg. mit Wolbert Klaus Smidt (de), Ulrike Poppe und Wolfgang Krieger (de))
- „Rosenholz“. Eine Quellenkritik. (Hrsg. von der BStU). Berlin 2007.
- Inoffizielle Mitarbeiter des Ministeriums für Staatssicherheit. Teil 3: Statistiken. (Mitarbeit Susanne Muhle) Ch. Links Verlag, Berlin 2007.
- Intelligence-Service Psychology. Frankfurt/Main 2008 (Mithrsg.).
- Die inoffiziellen Mitarbeiter. Berlin 2008,  (ISBN 978-3-942130-26-4).
- Schriftenreihe „Studies in Intelligence Collection and Intelligence Analysis“ im Verlag Polizeiwissenschaft. Frankfurt/Main (seit 2008).
- Sicherheit in Organisationen. Frankfurt/Main 2009 (Mithrsg.).
- mit Cornelia Jabs: Der 2.Juni 1967 und die Staatssicherheit, in: on-line Deutschland Archiv der Bundeszentrale für politische Bildung, Beitrag vom 27. Mai 2009.
- Das Institut für Wirtschaftswissenschaftliche Forschung und die Anfänge der DDR-Spionage. (= Hefte zur DDR-Geschichte, Hrsg. vom Verein Helle Panke), Berlin 2010.
- East German Foreign Intelligence. Myth, Reality and Controversy. Routledge, London 2010 (zus. Hrsg. mit Thomas Wegener Friis, Kristie Macrakis).
- Die Kreisdienststelle Eisenach und ihr inoffizielles Netz. (Hrsg. von der Thüringer Landesbeauftragten für Stasi-Unterlagen). Erfurt 2010.
- Markus Wolf versus United States of America. Die Amerika-Abteilung des Ministeriums für Staatssicherheit, in: Jahrbuch für Historische Kommunismusforschung 2010, S. 209 ff.,  (ISBN 978-3-351-02690-5).
- Hauptverwaltung A (HV A). Aufgaben, Strukturen, Quellen. (= Anatomie der Staatssicherheit (MfS-Handbuch)). Der Bundesbeauftragte für die Unterlagen des Staatssicherheitsdienstes der ehemaligen Deutschen Demokratischen Republik, Abteilung Bildung und Forschung, Berlin 2011,  (ISBN 978-3-942130-15-8) (Online-Fassung 2013) (PDF; 3,2 MB).
- Die Kreisdienststelle Greiz und ihr inoffizielles Netz (Hrsg. von der Thüringer Landesbeauftragten für Stasi-Unterlagen). Erfurt 2011.
- Der allmächtige Geheimdienst – Ein Relikt der Vergangenheit? Zur Transformation der Geheimdienste Mittel- und Osteuropas nach 1990 (zus. hrsg. mit Wolbert K. Smidt, Irina Mohr). Lit, Berlin. Münster 2012,  (ISBN 978-3-643-11792-2).
- Die Kreisdienststelle Meiningen des Staatssicherheitsdienstes. Eine Handreichung zur regionalen Aufarbeitung. (zus. mit Tom Pleiner). Berlin 2012.
- Minderjährige IM – ein Forschungsstand, in: on-line Deutschland Archiv der Bundeszentrale für politische Bildung, Beitrag vom 12. Januar 2012.
- mit Katharina Kilzer (Hrsg.): Geist hinter Gittern. Die rumänische Gedenkstätte Memorial Sighet. Frank & Timme, Berlin 2013,  (ISBN 978-3-86596-546-2).
- Stasi in Falkensee: Studien – Sichtweisen – Schicksale. Metropol, Berlin 2014,  (ISBN 978-3-86331-219-0).
- mit Irene von Götz: Im Visier der Stasi. Spionage in Berlin-Schöneberg. Berlin 2014,  (ISBN 978-3-86331-214-5).
- mit Christian Booß: Die indiskrete Gesellschaft. Studien zum Denunziationskomplex und zu inoffiziellen Mitarbeitern. Berlin 2014,  (ISBN 978-3-86676384-5).
- Frau Annette Kahane und die Staatssicherheit als zusammenfassendes Gutachten vom 26. November 2014.
- DDR-Spione in Rostocks geheimpolizeilicher Partnerstadt Hamburg, in: Heldenhafte „Tschekisten“? „Kundschafter des Friedens“? Hamburger Politiker als DDR-Spione im Kalten Krieg. Begleitband zur Ausstellung Hamburger Politiker als DDR-Spione im Kalten Krieg in der Bibliothek der Helmut-Schmidt-Universität, Hrsg. von Helmut Stubbe da Luz, Hamburg 2015,  (ISBN 978-3-86818-077-0), S. 28–41.
- Die vier Jahreszeiten. Edition Noack & Block, Berlin 2015,  (ISBN 978-3-86813-027-0).
- Zur Psychologie der Nachrichtendienste, in: Katapult, Greifswald 2015.
- Die Stasi in Schleswig-Holstein, in: Grenzen überwinden. Schleswig-Holstein, Dänemark & die DDR, Hrsg. von Aaron Jessen, Elmar Moldenhauer &  Karsten Biermann, Husum 2016,  (ISBN 978-3-89876821-4), S. 133–152.
- mit Armin Wagner (Hrsg.):  Spione und Nachrichtenhändler. Geheimdienst-Karrieren in Deutschland 1939–1989. Ch. Links Verlag, Berlin 2016.  (ISBN 978-3-86153-872-1).
- Ruhrpottspione. DDR-Spionage im Ruhrgebiet – am Beispiel Bochum, Dortmund und Essen, Berlin 2017.
- mit Thomas Wegener Friis: Der Koffer aus Hamburg: In einem Nachlass finden sich Papiere aus Görlitz, die am 17. Juni 1953 beim Sturm auf die Stasi-Zentrale mitgenommen wurden, in: Sächsische Zeitung, 15. Juni 2017.
- Dichtung in der Ära Basescu und Johannis – Blandina und Ihre Reden an die Wissenschaften, in: Wozu Dichter in dürftiger Zeit? Reden und Essays (German Edition) von Ana Blandiana, Berlin 2018,  (ISBN 978-3-86813-059-1), S. 129–148.